# Salvament de nucleòtids
Una ruta de salvament és una ruta en què se sintetitzen nucleòtids (purina i pirimidina) a partir d'intermedis en la ruta degradativa dels nucleòtids.
Les rutes de salvament serveixen per a recuperar bases i nucleòsids que es formen durant la degradació de l'ARN i l'ADN. Això és important en alguns òrgans, car alguns teixits no poden dur a terme síntesi ex novo.
Més endavant, les bases i els nucleòtids salvats poden ser reconvertits en nucleòtids.

## Substrats
La ruta de salvament requereix diferents substrats:

### Pirimidines
La timidina requereix un substrat l'enzim del qual rep el nom de timidina cinasa.

### Purines
| Nucleòsid   | Enzim                                                | Nucleòtid |
| hipoxantina | hipoxantina/guanina fosforibosil transferasa (HGPRT) | IMP       |
| guanina     | hipoxantina/guanina fosforibosil transferasa (HGPRT) | GMP       |
| adenina     | adenina fosforibosiltransferasa (APRT)               | AMP       |

La síndrome de Lesch-Nyhan està associada a una deficiència d'HGPRT.